# Belém (Palestina)
Esta página contém alguns caracteres especiais e é possível que a impressão não corresponda ao artigo original.
Belém (em árabe: بيت لحم; romaniz.: Bayt Laḥm, lit. "Casa da Carne"; em hebraico: בית לחם; romaniz.: Beit Lehem, lit. "Casa do Pão"; em grego clássico: Βηϑλεέμ; romaniz.: Bethlehém; em latim: Bethlehem) é uma cidade palestina situada na região central da Cisjordânia ocupada por Israel. É a capital da província de Belém, no Território Ocupado da Cisjordânia, e um centro de cultura e turismo no país. Localiza-se a cerca de 10 quilômetros ao sul de Jerusalém, a uma altitude de 765 metros acima do nível do mar. Belém fica próxima às cidades de Beit Jala e Beit Sahour, assim como dos campos de refugiados de Aida e Azza. Em 2017 tinha uma população de 28.591 pessoas.
A economia da cidade é em grande parte impulsionada pelo turismo; o turismo internacional atinge o pico próximo e durante o Natal, quando os cristãos embarcam em uma peregrinação à Igreja da Natividade, reverenciada pela maior parte dos cristãos como o local do Nascimento de Jesus. A cidade é habitada por uma das mais antigas comunidades cristãs do mundo, embora seu tamanho tenha se reduzido nos últimos anos, devido à emigração.
A cidade também é a terra natal do rei Davi, e o local onde ele foi coroado rei de Israel. Foi saqueada pelos samaritanos em 529, durante sua revolta, porém foi reconstruída pelo imperador bizantino Justiniano II. Belém foi conquistada pelo califado árabe de Omar, em 637, que garantiu a segurança para os santuários religiosos da cidade. Em 1099 os cruzados capturaram e fortificaram Belém, e trocaram o seu clero, ortodoxo grego, por outro, latino; estes, no entanto, foram expulsos depois que a cidade foi capturada pelo sultão aiúbida do Egito e Síria Saladino. Com a chegada dos mamelucos, em 1250, as muralhas da cidade foram destruídas, sendo reconstruídas apenas durante o domínio do Império Otomano.
Os otomanos perderam a cidade para os britânicos durante a Primeira Guerra Mundial, e ela foi incluída numa zona internacional sob o Plano de Partilha das Nações Unidas para a Palestina.
A Jordânia ocupou a cidade durante a guerra árabe-israelense de 1948, ocupação esta seguida pela de Israel, durante a Guerra dos Seis Dias, em 1967. Atualmente, Belém é uma cidade estrangulada pelo muro de Israel. Israel controla as entradas e saídas de Belém, embora a administração cotidiana esteja sob a supervisão da Autoridade Nacional Palestina desde 1995, após a realização dos acordos de paz de Oslo.

## Demografia
A população de Belém é constituída de cristãos e muçulmanos, que têm coexistido pacificamente durante a maior parte de sua história. Atualmente a população é majoritariamente muçulmana, mas a cidade ainda abriga uma das maiores comunidades de cristãos palestinos. O contingente de cristãos, que correspondia a cerca de 90% do total em 1948, tem decrescido drasticamente e hoje corresponde a 30%. Esse declínio é atribuído à falta de perspectivas da economia, dado que muitas famílias de agricultores cristãos perderam suas terras, para a construção de assentamentos judeus.
Em 1867, um visitante americano descreve a cidade como tendo uma população de 3 000 a 4 000, dos quais, cerca de 100 eram protestantes, 300 eram muçulmanos e "os demais pertenciam às Igrejas Latina e Grega, com alguns poucos armênios". Outro relato do mesmo estima a população cristã em 3 000 pessoas; os muçulmanos seriam apenas 50.
Em 1948, 85% dos habitantes eram cristãos, a maioria deles pertencente à Igreja Ortodoxa Grega e à Igreja Católica Romana, e 13% eram muçulmanos sunitas. Em 2005, a proporção de residentes cristãos caiu dramaticamente - para algo em torno de 40% a 50%. A única mesquita na Cidade Velha é a Mesquita de Omar.
| Ano              | População   |
| ---------------- | ----------- |
| 1867             | 3 000-4 000 |
| 1945             | 8 820       |
| 1961             | 22 450      |
| 1983             | 16 300      |
| 1997             | 21 930      |
| 2004 (projetada) | 28 010      |
| 2006 (projetada) | 29 930      |
| 2007             | 25 266      |

Segundo o censo palestino de 1997, a cidade tinha uma população de 21 670, sendo 11 079 homens e 10 594 mulheres. Nesse total estavam incluídos 6 570 refugiados, que correspondiam a 30,3% da população total.
A distribuição por faixa etária era a seguinte mostrava uma população preponderantemente jovem: 65% tinham menos de 30 anos, sendo:
27,4% abaixo de 10 anos
20% de 10 a 19 anos
17,3% de 20 a 29 anos
17,7% de 30 a 44 anos
12,1% de 45 a 64 anos
5,3% acima de 65 anos.
Em 2007, dos 25 266 habitantes, 12 753 eram homens e 12 513 eram mulheres. Havia 6 709 domicílios, dos quais 5 211 correspondiam a unidades familiares. A média por família era de 4,8 membros. As maiores religiões em Belém são o Cristianismo (principalmente o catolicismo) e o Islamismo, com alguns poucos grupos de Judeus.

## Economia

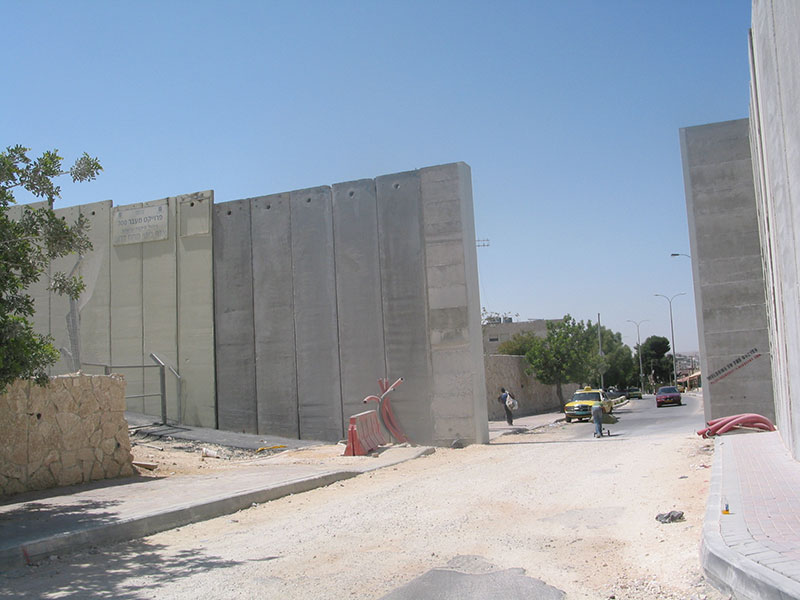
Entrada principal de Belém (julho de 2005), junto ao Muro da Cisjordânia..

A principal atividade econômica da cidade é o turismo, que cresce sobretudo durante o período do Natal, quando a Igreja da Natividade, supostamente construída sobre o local de nascimento de Jesus, torna-se um centro de peregrinação cristã. Também a tumba de Raquel, um importante local sagrado para o judaísmo, encontra-se na entrada de Belém. A cidade tem mais de trinta hotéis e 300 lojas de artesanato, que empregam boa parte dos residentes da cidade. A economia de Belém sempre esteve ligada à de Jerusalém, que está a cerca de 10 km de distância. Mas o grande muro de concreto cinza, medindo 9 metros de altura construído por Israel passa por dentro da província de Belém, e assim, os habitantes de Belém já não podem mais ir a Jerusalém para trabalhar ou fazer compras. Sem terras para cultivar, eles estão agora quase totalmente dependentes do dinheiro gasto pelos peregrinos. Mas estes, desencorajados pelo Muro, raramente permanecem em Belém, optando por visitas de algumas horas à Basílica da Natividade e aos Campos dos Pastores, gastando pouco. Fugindo do desemprego de mais de 50% e privados das liberdades fundamentais, cerca de 3 000 cristãos emigraram nos últimos anos para os EUA e o Chile.

## História
Os primeiros assentamentos, no local onde está a cidade de Belém, datam 3 000 a.C.. Em todo o território hoje constituído por Israel e os Territórios ocupados da Cisjordânia se assentaram tribos cananeias, sendo as principais as dos: jebuseus, hititas e amaritas, que construíram pequenas cidades, cercadas por muralhas que as protegiam. Uma destas cidades foi Beit Lahama, em homenagem a Lahm, deus caldeu da fertilidade, que foi adotado pelos cananeus com o nome de Laham, a quem construíram um templo, localizado no atual Monte da Natividade, voltado para os vales férteis da região, depois chamados Campo dos Pastores.
Em 1 350 a.C. um governador egípcio da região menciona a cidade de Belém, em carta ao faraó Amenófis III, como importante ponto de repouso para os viajantes. Por ser ponto estratégico, os filisteus aí mantinham uma de suas divisões militares, impondo sua hegemonia em 1 200 a.C., passando a se miscigenar com os cananeus. A disputa por terras entre filisteus e israelitas foram causa de numerosas guerras.
Os gregos ocuparam a Terra Santa por mais de um século, até a chegada dos romanos, em 63 a.C. Após o ano 313, o imperador Constantino iniciou a construção de várias igrejas, das quais se destaca a Basílica da Natividade, sobre a gruta onde Jesus nascera. Belém passou a ser então importante centro de vida monástica. Em 395, com a divisão do Império Romano, passou a integrar a parte oriental.

### Na Bíblia
Belém foi identificada com a antiga Efrata, já citada na Bíblia (Gênesis 35:16; Gênesis 48:27; Rute 4:11), e é chamada de Belém Efrata em Miqueias 5:2. Localizada na zona montanhosa de Judá, a cidade também era designada como Belém de Judá (Juízes 17:7; Mateus 2:5; I Samuel 17:12), possivelmente para distingui-la de Belém de Zebulom (Josué 19:15), e "a cidade de Davi" (Lucas 2:4).
A cidade é mencionada pela primeira vez no Tanakh e na Bíblia como a cidade mais próxima ao local onde a matriarca abraâmica Raquel teria morrido, sendo então enterrada "no caminho de Efrata, que é Belém" (Gen. 48, 7) O Túmulo de Raquel, segundo a tradição, encontra-se na entrada da cidade. De acordo com o Livro de Rute, o vale a leste da cidade é onde Rute de Moabe respigou os campos e retornou à cidade com Naomi. Belém é também tida tradicionalmente como a terra natal de Davi, o segundo rei de Israel, e o lugar onde ele foi coroado por Samuel (I Samuel 16:4–13), e foi no poço da cidade que três de seus guerreiros pegaram a água levada a ele, quando teve se esconder na caverna de Adulão. (Samuel 23:13–17) Ocupada, por algum tempo, pelos filisteus, foi fortificada por Roboão e repovoada quando da volta do Exílio.
Belém é mencionada também por ser o local de nascimento de Jesus Cristo (Mateus 2:1–6; Lucas 2:4–15; João 7:42), cumprindo-se, então a profecia messiânica: «E tu Belém, terra de Judá, não és de modo nenhum o menor dentre os principais lugares de Judá. Porque é de ti que há de sair o Chefe, que há de pastorear o meu povo, Israel.» (Miqueias 5:2)

#### Nascimento de Jesus

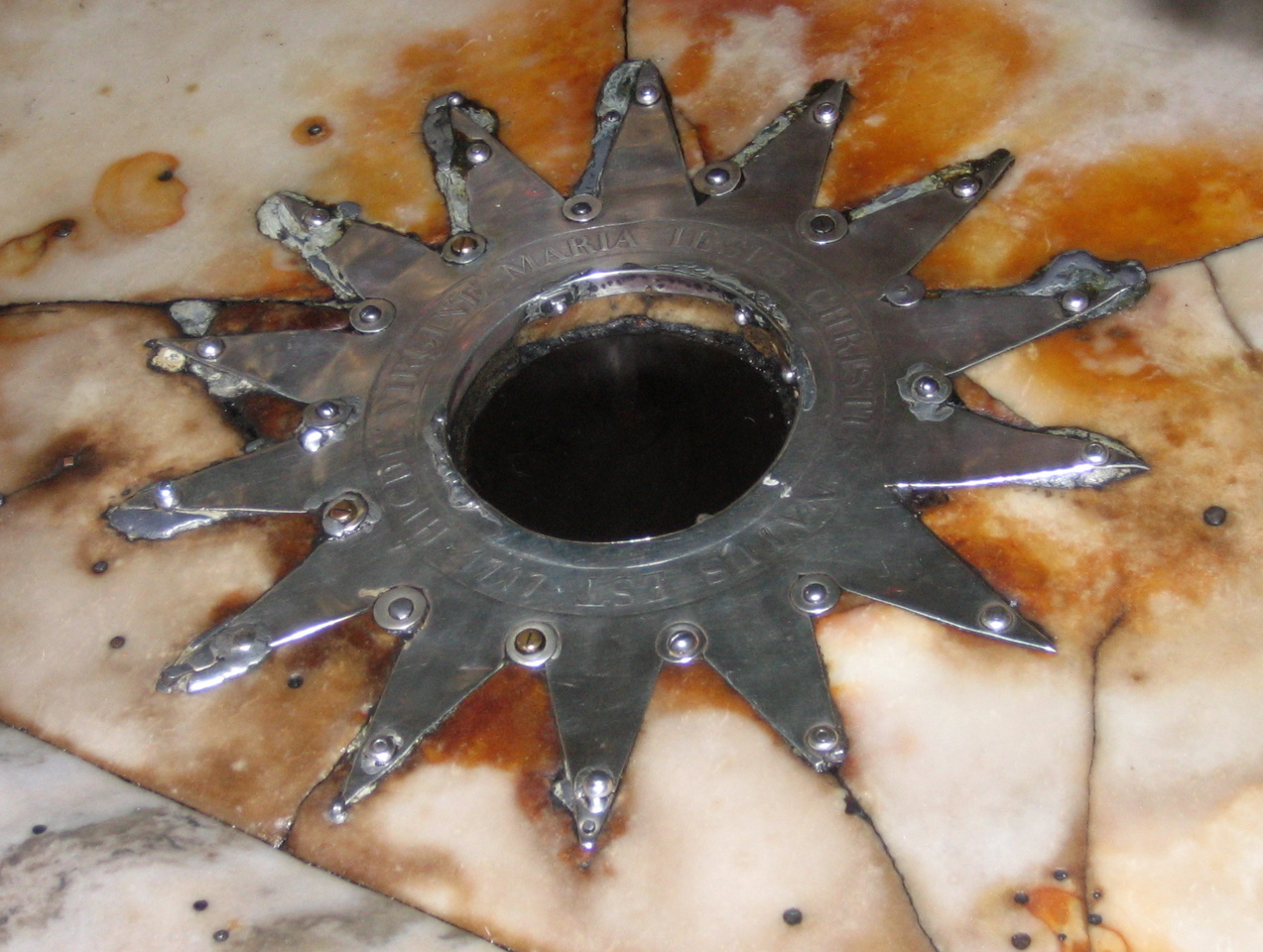
A estrela de prata marca o local onde Jesus teria nascido, de acordo com a tradição cristã.

Dois relatos do Novo Testamento descrevem Jesus como tendo nascido em Belém. De acordo com o Lucas 2:4, os pais de Jesus viviam em Nazaré, porém viajaram para Belém para o censo de 6 d.C., e Jesus teria nascido ali antes que a família voltasse para Nazaré.
O relato do Evangelho de São Mateus porém, mencionando que Jesus fora nascido em Belém de Judá (Mat 2, 1), sem menção explícita a qualquer condição especial, como viagem, a que reporta o Evangelho segundo Lucas, admite o entendimento (todavia não descartando, de todo, a circunstância de permanência temporária por ocasião do nascimento) de que a família já vivia em Belém quando Jesus nasceu, e posteriormente se mudou para Nazaré (Mat 2, 1-23). Mateus ainda relata que Herodes, o Grande, ao receber a notícia de que um "Rei dos Judeus" acabara de nascer em Belém, ordenou que todas as crianças com dois anos ou menos na cidade e nas redondezas fossem mortas. O pai terreno de Jesus, José, é alertado sobre isto num sonho, e foge com sua família ao Egito, retornando apenas depois da morte de Herodes. Ao receber outro aviso, em outro sonho, no entanto, José foge novamente com sua família, desta vez para a Galileia, para viver em Nazaré.
Os primeiros cristãos interpretaram um dos versos do Livro de Miqueias (Miq 5, 2) como uma profecia do nascimento do Messias em Belém. Muitos estudiosos modernos questionam se Jesus teria nascido realmente em Belém, sugerindo que os diferentes relatos dos Evangelhos teriam sido inventados para apresentar o seu nascimento como a realização desta profecia, implicando assim uma ligação com a linhagem do rei Davi. O Evangelho de São Marcos e o Evangelho de São João não incluem relatos sobre o nascimento de Jesus, ou qualquer indício de que ele tenha nascido em Belém, referindo-se a ele apenas como sendo de Nazaré. Num artigo escrito em 2005 para a revista Archaeology, o arqueólogo israelense Aviram Oshri indicou a ausência de evidências de habitações na área durante o período em que Jesus teria nascido.
A antiguidade da tradição do nascimento de Jesus em Belém é atestada pelo apologista cristão Justino, o Mártir, que declarou em seu Diálogo com Trifão (c. 155-161) que a Sagrada Família teria se refugiado numa caverna nos arredores da cidade. Orígenes de Alexandria, escrevendo por volta do ano 247, referiu-se a uma caverna na cidade de Belém, que os habitantes locais acreditavam ser o local de nascimento de Jesus. Esta caverna poderia ser uma que foi anteriormente local destinado ao culto de Tammuz.

### Períodos romano e bizantino

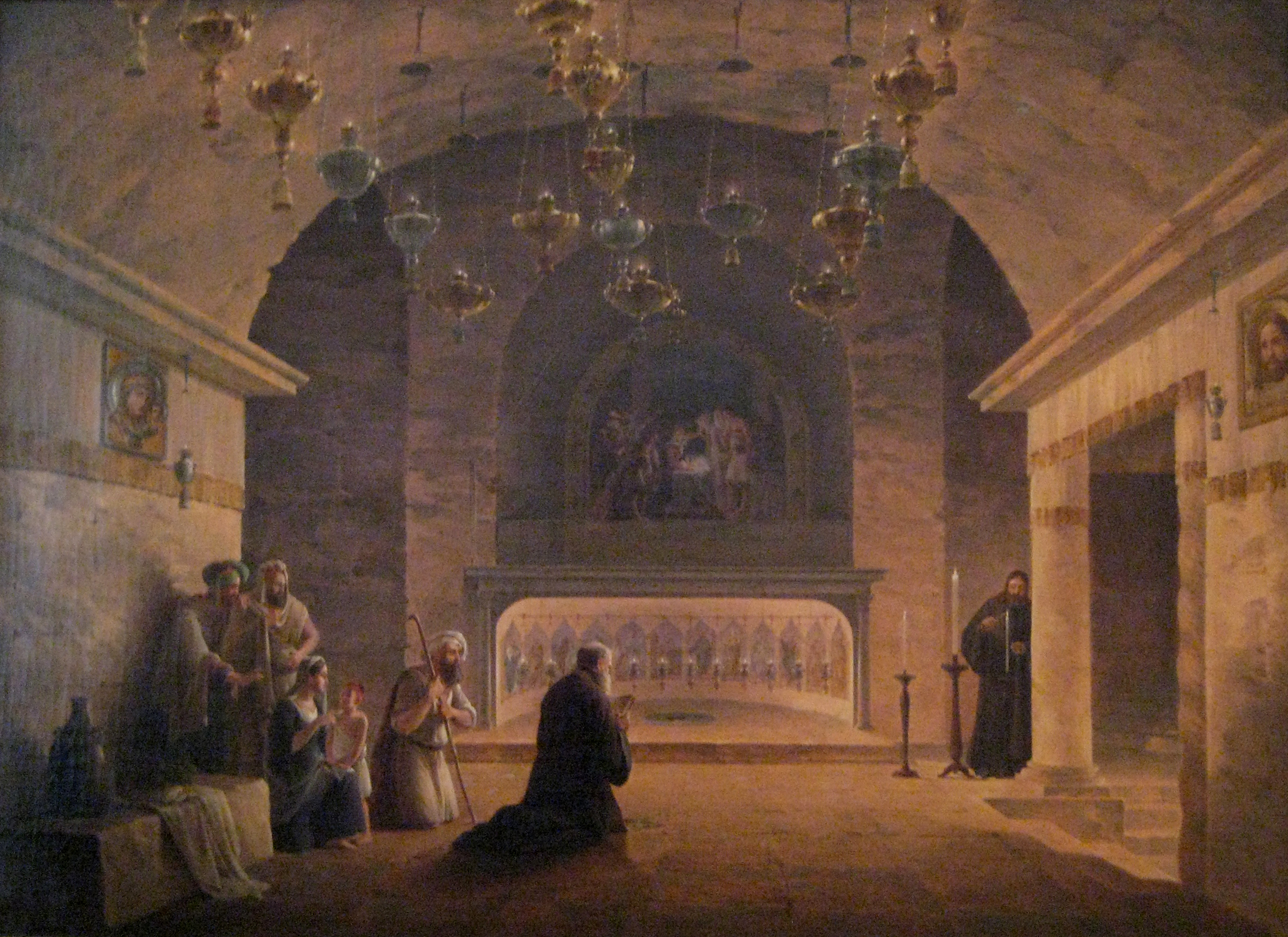
Vista da Basílica da Natividade em 1833, pintura de M. N. Vorobiev

Entre 132 e 135 a cidade foi ocupada pelos romanos, após ser capturada durante a Revolta de Barcoquebas; seus habitantes judeus foram expulsos por ordens do imperador Adriano. Ainda durante o domínio romano da cidade, foi construído um templo ao deus grego Adônis, no local onde teria ocorrido a Natividade. Uma igreja foi construída no local em 326, quando Helena, mãe do primeiro imperador bizantino, Constantino, visitou Belém.
Durante a revolta samaritana de 529, Belém foi saqueada, e suas muralhas, assim como a Basílica da Natividade, foram destruídas, sendo reconstruídas por ordem do imperador Justiniano. Em 614, o Império Sassânida invadiu a Palestina e capturou a cidade. Uma história ocorrida na época, descrita por fontes posteriores, afirma que os invasores se abstiveram de destruir a igreja ao ver os Reis Magos pintados com vestimentas persas num dos mosaicos.

### Domínio islâmico e Cruzadas

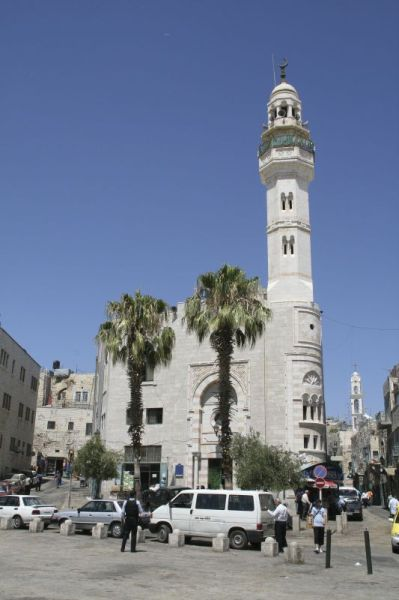
A Mesquita de Omar, única mesquita da cidade, foi construída em 1860, para celebrar a visita do califa Omar a Belém, após sua captura pelos muçulmanos

Em 637, pouco tempo depois da captura de Jerusalém pelos exércitos islâmicos, Omar, o segundo califa, visitou Belém e prometeu que a Basílica da Natividade seria preservada para o uso dos cristãos. Uma mesquita dedicada a Omar foi construída sobre o local da cidade onde ele orou, nas proximidades da igreja. Belém passou então para o controle dos califados islâmicos dos Omíadas, no século VIII, e dos Abássidas, no século IX. Um geógrafo persa registrou, no meio deste século, que uma igreja muito bem preservada e extremamente venerada existia na cidade. Em 985, o geógrafo árabe Mocadaci visitou a cidade, e referiu-se à sua igreja como "Basílica de Constantino, à qual não existe igual em qualquer outro lugar do país." Em 1009, durante o reinado do sexto califa fatímida, Aláqueme Biamir Alá, a Basílica da Natividade foi demolida, sob suas ordens; sua reconstrução foi autorizada por seu sucessor, Ali Azair, como forma de consertar as relações entre os fatímidas e o Império Bizantino
Em 1099 Belém foi capturada pelos cruzados, que a fortificaram e construíram um novo mosteiro e um claustro no lado norte da Basílica da Natividade. O clero ortodoxo grego foi removido de suas sedes, e substituído por clérigos latinos; até aquele ponto a presença oficial cristã na região era ortodoxa grega. No dia de Natal de 1100, Balduíno I, primeiro rei do reino franco de Jerusalém, foi coroado em Belém, e naquele ano um bispado latino também foi estabelecido na cidade.

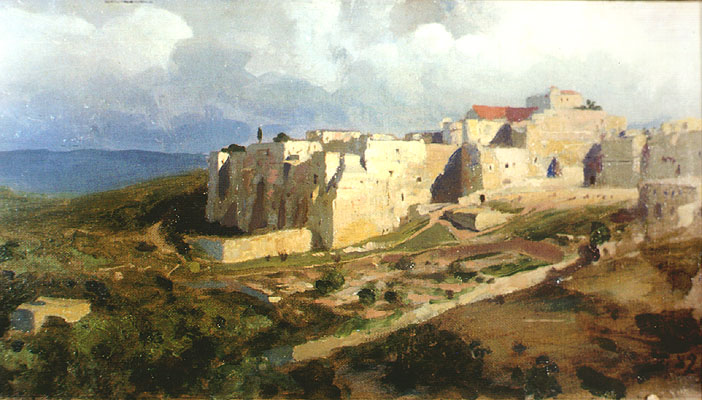
Belém, na visão do pintor Vasily Polenov (1882)

Em 1187, o sultão aiúbida do Egito e Síria Saladino liderou suas tropas que capturaram Belém dos cruzados. Os clérigos latinos foram obrigados a fugir, o que permitiu o retorno do clero ortodoxo grego. Saladino concordou com o retorno de dois padres latinos e dois diáconos, em 1182; a cidade, no entanto, sofreu com a perda do comércio gerado pelos peregrinos, com o declínio de visitantes europeus.
Guilherme IV, Conde de Nevers, havia prometido aos bispos cristãos de Belém que, se a cidade caísse sob o controle islâmico, ele os receberia na pequena cidade de Clamecy, na região de Borgonha, França. O bispo de Belém foi então instalado no Hospital de Panthenor, na cidade, em 1223. Clamecy permaneceu como a sede in partibus infidelium do bispado de Belém por quase 600 anos, até a Revolução Francesa, em 1789.
Belém - juntamente com Jerusalém, Nazaré e Sidom - foi cedida brevemente ao reino cruzado de Jerusalém, através de um tratado entre o sacro imperador romano-germânico Frederico II e o sultão aiúbida Camil, em 1229, em troca de uma trégua de dez anos entre os aiúbidas e os cruzados. O tratado expirou em 1239, e Belém foi recapturada pelos muçulmanos em 1244.
Em 1250, com a ascensão dos mamelucos ao poder, sob Baibars, a tolerância ao cristianismo diminuiu; os clérigos abandonaram a cidade, e, em 1263, as muralhas da cidade foram demolidas. O clero latino retornou a Belém no século seguinte e se estabeleceu no mosteiro ao lado da Basílica da Natividade. Os ortodoxos gregos receberam o controle da basílica, e partilharam o controle da 'Gruta do Leite' com os latinos e os armênios.

### UNESCO
A UNESCO inscreveu o local do nascimento de Jesus: a Igreja da Natividade e a Rota de Peregrinação, Belém como Patrimônio Mundial por "ser um local identificado com a tradição Cristã como o local de nascimento de Jesus Cristo, desde o século II. O local ainda inclui conventos e igrejas Latinas, Gregas Ortodoxas, Franciscanas e Armênias"